# New Boston (Ohio)
New Boston is een plaats (village) in de Amerikaanse staat Ohio, en valt bestuurlijk gezien onder Scioto County.

## Demografie
Bij de volkstelling in 2000 werd het aantal inwoners vastgesteld op 2340.
In 2006 is het aantal inwoners door het United States Census Bureau geschat op 2182, een daling van 158 (-6.8%).

## Geografie
Volgens het United States Census Bureau beslaat de plaats een oppervlakte van
3,0 km², waarvan 2,9 km² land en 0,1 km² water. New Boston ligt op ongeveer 178 m boven zeeniveau.

## Plaatsen in de nabije omgeving
De onderstaande figuur toont nabijgelegen plaatsen in een straal van 12 km rond New Boston.